# Chris Robinson (Schauspieler)
Chris Robinson, auch Christopher Robinson (* 5. November 1938 in West Palm Beach, Florida, USA; † 9. Juni 2025), war ein US-amerikanischer Schauspieler.

## Leben
Robinson gab 1957 sein Filmdebüt an der Seite von Tony Curtis in Der Tod war schneller. Danach folgten zahlreiche TV-Produktionen, unter anderem in Hotel, Mord ist ihr Hobby oder CHiPs. Berühmt wurde Robinson mit seiner Rolle als Dr. Rick Webber in der US-Soap General Hospital. Er spielte die Rolle von 1978 bis 1986 und kehrte 2002 für seinen Serientod zurück. Sein Schaffen für Film und Fernsehen umfasst rund 100 Produktionen in acht Jahrzehnten.
In den 1970er Jahren trat Robinson auch als Regisseur in Erscheinung. Er inszenierte vier Spielfilme, darunter Convict Women aus dem Jahr 1974 und drehte einige Folge für Fernsehserien.
In jungen Jahren arbeitete Robinson neben seiner Schauspieltätigkeit auch als Stuntman.
Chris Robinson war vier Mal verheiratet und Vater von sechs Kindern. Er starb im Alter von 86 Jahren.

## Filmografie (Auswahl)
- 1957: Der Tod war schneller (The Midnight Story)
- 1960: Abenteuer im wilden Westen (Dick Powell’s Zane Grey Theater, Fernsehserie, 1 Folge)
- 1961: Abenteuer unter Wasser (Sea Hunt, Fernsehserie, 1 Folge)
- 1961: Die jungen Wilden (The Young Savages)
- 1961–1962: Kein Fall für FBI (The Detectives, Fernsehserie, 3 Folgen)
- 1962: Der Gefangene von Alcatraz (Birdman of Alcatraz)
- 1962: Der Tiger ist unter uns (13 West Street)
- 1962: Schauplatz Los Angeles (The New Breed, Fernsehserie, 1 Folge)
- 1963, 1964, 1968, 1970: Die Leute von der Shiloh Ranch (The Virginian, Fernsehserie, 4 Folgen)
- 1963: Alfred Hitchcock präsentiert (The Alfred Hitchcock Hour, Fernsehserie, 1 Folge)
- 1963: Auf der Flucht (The Fugitive, Fernsehserie, 1 Folge)
- 1963: Rauchende Colts (Gunsmoke, Fernsehserie, 1 Folge)
- 1965: Perry Mason  (Fernsehserie, 1 Folge)
- 1967: Gefährlicher Alltag (The Felony Squad, Fernsehserie, 1 Folge)
- 1968: Die Lady in Zement (Lady In Cement)
- 1968: Die Seaview – In geheimer Mission (Voyage to the Bottom of the Sea, Fernsehserie, 1 Folge)
- 1968: Invasion von der Wega (The Invaders, Fernsehserie, 1 Folge)
- 1969: Mein Freund Ben (Gentle Ben, Fernsehserie, 1 Folge)
- 1969: Ein Käfig voller Helden (Hogan’s Heroes, Fernsehserie, 1 Folge)
- 1969: Cycle Savages
- 1970: Herrscher der Insel (The Hawaiians)
- 1970: Gefahr in der Tiefe (The Aquarians)
- 1970: McGee, der Tiger (Darker than Amber)
- 1971: Mit Staatsanwälten spielt man nicht (Travis Logan, D.A)
- 1974: F.B.I. sucht Karpis (The F.B.I. Story: The FBI Versus Alvin Karpis, Public Enemy Number One)
- 1975: Cannon (Fernsehserie, 1 Folge)
- 1975: Die Straßen von San Francisco (The Streets of San Francisco, Fernsehserie, 1 Folge)
- 1978–1986, 2002: General Hospital (Fernsehserie, 178 Folgen)
- 1980: Die Traumfabrik (The Dream Merchants, Fernsehzweiteiler)
- 1980: CHiPs (Fernsehserie, 1 Folge)
- 1981: Amy – Die Stunde der Wahrheit (Amy)
- 1982: Küss mich, Doc (Young Doctors in Love)
- 1982: Und Savannah lächelt (Savannah Smiles)
- 1983: Fantasy Island (Fernsehserie, 1 Folge)
- 1986: Hotel (Fernsehserie, 1 Folge)
- 1987: Wie der Vater, so der Sohn (Like Father Like Son)
- 1987: Mord ist ihr Hobby (Murder, She Wrote, Fernsehserie, 1 Folge)
- 1987–1989: Another World
- 1988: Codename Viper (Viper)
- 1992, 1996, 2001–2002, 2005: Reich und Schön (The Bold and the Beautiful, Fernsehserie, 227 Folgen)
- 2008: Rez Bomb